# Global Award for Sustainable Architecture
 (septembre 2011).
Le Global Award for Sustainable Architecture est un prix qui récompense les architectes.

## Histoire
Le Global Award for Sustainable Architecture a été fondé en 2006 par l’architecte et professeur Jana Revedin (de).
Le Global Award for Sustainable Architecture a été placé en 2010 sous le patronage de l’UNESCO.
Chaque année, la sélection des lauréats et lauréates donne lieu à la publication de l'ouvrage Sustainable Design, Vers une nouvelle éthique pour l'architecture et la ville / Towards a new ethics for architecture and the city, dirigé et co-écrit par Marie-Hélène Contal et Jana Revedin, et coédité depuis 2017 par les Editions Alternatives et la Cité de l'Architecture et du patrimoine. L'édition no 7 est consacrée aux Global Awards de 2018.

## Lauréats

### 2024
Le thème du Global Award for Sustainable Architecture™ 2024 est "Architecture est éducation".
- Andrés Jaque, Office for Political Innovation, Dean of Columbia University School of Architecture, États-Unis et Espagne
- Marina Tabassum, architecte, Bangladesh
- Ciro Pirondi, cofondateur de L'Escola da Cidade, Brésil
- Klaus K. Loenhart, architecte et architecte paysagé et directeur de l'Institut d'Architecture et du Paysage de Graz, Allemagne et Autriche

### 2023
Le thème du Global Award for Sustainable Architecture™ 2023 est "Architecture est expérimentation".
- Benedetta Tagliabue, Barcelone, Espagne
- Xu Tiantian, Beijing, Chine
- Simon Teyssou, Le Rouget, France
- Mette Ramsgaard Thomsen (CITA, Centre for Information Technology and Architecture), Copenhague, Danemark
- Ronald et Erik Rietveld (RAAAF, Rietveld Architecture-Art-Affordances), Amsterdam, Pays-Bas

### 2022
Le thème du Global Award for Sustainable Architecture™ 2022 est  « Territoire : quelles ressources, quelles menaces».
- Anupama Kundoo, Auroville, India
- Okan Bal & Ömer Selçuk Baz,Yalin Architectural Design, Istanbul, Turquie
- Gilles Clément, Crozant, France
- Dorte Mandrup, Copenhague, Danemark
- Martin Rauch, Schlins, Autriche

### 2021
Le thème du Global Award for Sustainable Architecture™ 2021 est « Architecture et nature : une nouvelle synergie ? ».
- Teresa Moller, Teresa Moller Landscape Studio, Santiago, Chili
- Solano Benitez & Gloria Cabral, Gabinete de Arquitetura Benitez & Cabral, Asuncion, Paraguay
- Severiano Porto, Manaus, Brésil, présenté par Marcos Cereto, professeur à l'Université fédérale d'Amazonas
- José Cubilla, Asuncion, Paraguay
- Richard Sennett, sociologue, historien, New-York & Londres

### 2019
L'édition 2019 célèbre le Centenaire du Bauhaus en honorant sa visée multidisciplinaire et de réforme sociale, soit l'architecture en tant que science, art et métier au service de la société. Les lauréats sont :
- Rozana Montiel (es), Estudio de Arquitectura - Ville de Mexico, Mexique[6]
- Werner Sobek[7], Directeur de l'Institut of Lightweight Structures and Conceptual Design (ILEK)[8] - Stuttgart, Allemagne
- Ersen Gürsel (tr), EPA architects - Istanbul, Turquie
- Ammar Khammash (ar), Khammash Architects - Amman, Jordanie
- Jorge Lobos, Fondateur d'Emergency Architecture & Human Rights (EAHR) - Copenhague, Danemark / Arquitecto Jorge Lobos - Puerto Montt, Chili

### 2018
Le thème de l'édition de 2018 est "L’architecture comme agent d’émancipation des citoyens". Les lauréats sont :
- Boonserm Premthada, Bangkok Projects Studio - Bangkok, Thaïlande[10]
- Nina Maritz, Nina Maritz architects - Klein Windhoek, Namibie[11]
- Marta Maccaglia, Asociación Semillas - Pangoa, Pérou[12]
- Anne Lacaton & Jean-Philippe Vassal et Frédéric Druot - Paris, France
- Raumlabor - Berlin, Allemagne

### 2017
L'édition de 2017 est dédiée aux "ressources invisibles", mobilisées par une architecture qui inclut le temps, les processus, flux, dialogues interdisciplinaires, la résilience, les sens et l'expérimentation. Les lauréats sont :
- MacKay-Lyons Sweetapple Architects Limited (en) - Halifax, Nouvelle-Écosse, Canada
- Sonam Wangchuk - Leh, Ladakh, Inde
- Assemble (en) - Londres, Royaume-Uni
- Takaharu et Yui Tezuka, Tezuka Architects - Tokyo, Japon
- Paulo David (pt) - Madère, Funchal, Portugal

### 2016
- Patrice Doat - Grenoble, France[14]
- Kengo Kuma - Tokyo, Japon[15]
- CASE Studio, Patama Roonrakwit (en)- Bangkok, Thaïlande
- Gion Caminada (de) - Vrin, Suisse
- East Coast Architects - Durban, Afrique du Sud[16]

### 2015
- Talca School of Architecture - Talca, Chili[17]
- Santiago Cirugeda - Recetas Urbanas, Séville, Espagne
- Jan Gehl - Copenhague, Danemark
- Rotor - Bruxelles, Belgique
- Marco Casagrande - Helsinki, Finlande et Taïwan[18]

### 2014
- Christopher Alexander - Arundel, Royaume-Uni / Berkeley, Californie, États-Unis
- Tatiana Bilbao - Ville de Mexico, Mexique[19]
- Bernd Gundermann, Urbia Group - Auckland, Nouvelle-Zélande[20]
- Martin Rajnis - Prague, République tchèque[21]
- West 8 - Rotterdam, Pays-Bas[22]

### 2013
- José Paulo dos Santos - Porto, Portugal
- Kevin Low, Smallprojects - Kuala Lumpur, Malaisie
- Al borde Arquitectos, David Barragán, Pascual Gangotena, Marialuisa Borja, Esteban Benavides - Quito, Équateur[23]
- Lake/Flato Architects, David Lake and Ted Flato - San Antonio, Texas, États-Unis[24]
- MDW Architecture, Marie Moignot, Xavier De Wil and Gilles Debrun - Bruxelles, Belgique

### 2012
- Salma Samar Damluji - Londres, Royaume-Uni[25]
- Anne Feenstra - Kaboul, Afghanistan[26]
- Suriya Umpansiriratana - Bangkok, Thaïlande[27]
- Philippe Madec - Paris, France[28]
- TYIN tegnestue Architects (en) - Trondheim, Norvège[29]

### 2011
- Shlomo Aronson (en) - Jérusalem[30]
- Vatnavinir - Reykjavik, Islande[31]
- Anna Heringer (en) - Laufen, Allemagne[32]
- Teddy Cruz - Tijuana, Mexique et San Diego, Californie, États-Unis[33]
- Carmen Arrospide Poblete, Patronato de Cultura Machupicchu - Cuzco, Pérou[34]

### 2010
- Troppo Architects (en) - Darwin, Australie[35]
- Jun'ya Ishigami - Tokyo, Japon
- Giancarlo Mazzanti - Bogota, Colombie[36]
- Kjetil Thorsen Trædal, Snøhetta - Oslo, Norvège
- Steve Baer (en) - Albuquerque, Nouveau-Mexique, États-Unis

### 2009
- Patrick Bouchain et Loïc Julienne, Construire - Paris, France
- Thomas Herzog (de)- Munich, Allemagne[37]
- Bijoy Jain, Studio Mumbai - Mumbai, Inde
- Diébédo Francis Kéré - Berlin, Allemagne et Gando, Burkina Faso[38]
- Sami Rintala et Dagur Eggertsson - Bodo, Norvège

### 2008
- Andrew Freear, Rural Studio (en) - Auburn, Alabama, États-Unis
- Fabrizio Carola - Naples, Italie et Bamako, Mali
- Alejandro Aravena, Elemental - Santiago du Chili, Chili
- Carin Smuts, CS Studio Architects - Le Cap, Afrique du Sud[39]
- Philippe Samyn, Philippe Samyn & Partners - Bruxelles, Belgique[40]

### 2007
- Hermann Kaufmann - Schwarzach, Vorarlberg, Autriche[41]
- Balkrishna Doshi, Vastu-Shilpa Foundation - Ahmedabad, Inde
- Françoise-Hélène Jourda - Paris, France[42]
- Wang Shu et Lu Wenyu - Hangzhou, Chine
- Stefan Behnisch (de), Behnisch Architekten- Stuttgart, Allemagne

## Global Award Community
La Global Award Community rassemble les lauréats : 65 architectes à ce jour[Quand ?], travaillant dans le monde entier, qui partagent l’éthique d’une architecture durable. La Global Award Community poursuit des travaux de recherche, d’expérimentation et de transmission dans les domaines de l’architecture, du renouvellement urbain et de la responsabilité sociale académique. L’architecture y est définie comme un acteur déterminant de l’émancipation des sociétés, et de la maîtrise de leur développement et de leurs droits civiques dans l’espace habité.